# Lucien Chevallaz

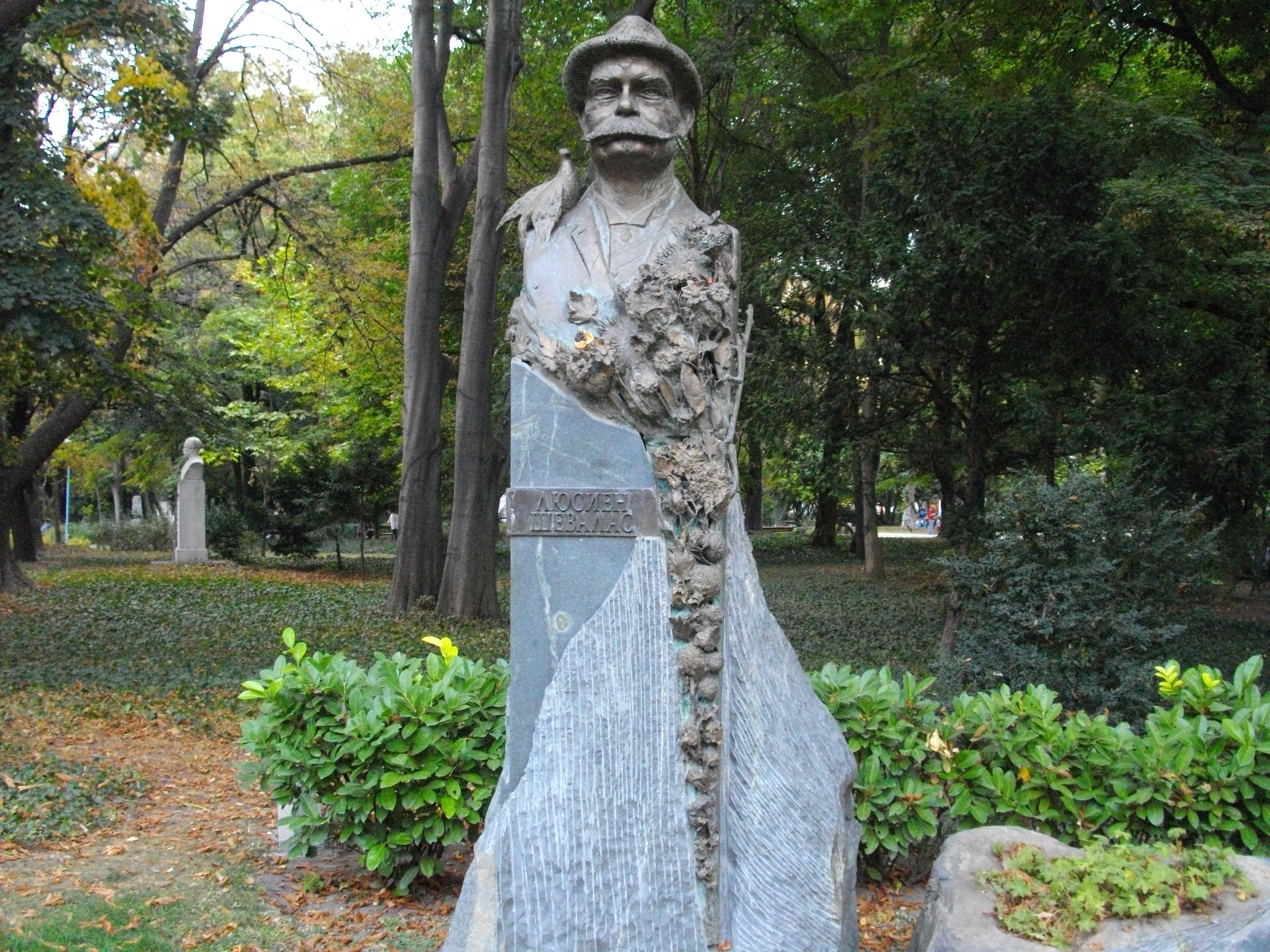
Denkmal für Lucien Chevallaz in Plowdiw, errichtet 2007

Lucien Chevallaz (bulgarisch Люсиен Шевалас; * 26. August 1840 in Aubonne, Waad; † 22. Oktober 1921 in Plowdiw) war ein Schweizer Gärtner, der in Bulgarien tätig war. Wegen seiner Arbeit in Bulgarien wurde er dort „Blumenminister“ (bulg. министърът на цветята) genannt.
Er kam 1879 auf Einladung des Fürsten Aleksandar Bogoridi, Generalgouverneur von Ostrumelien, nach Plowdiw. Hier legte Chevallaz zahlreiche Parks an, gestaltete die Stadthügel Bunardschik und Sachat-tepe und wurde Leiter der öffentlichen Parks und der Baumschule („Pépinière Chevallaz“). Er schuf die Parks für die Erste Bulgarische Landwirtschafts- und Industrieausstellung 1892, den Zentralgarten (später Zar Simeon-Garten) und den Stadtgarten (Dondukow-Garten) ⊙.
1901 wurde er Ehrenbürger von Plowdiw.